# Liebausee
Der Liebausee, polnisch Jezioro Lubowo, ist ein See in der Netzer Heide in der Woiwodschaft Lebus in Polen.

## Geographie
Der Liebausee liegt ca. zehn Kilometer südlich der Stadt Drezdenko (Driesen) und zwei Kilometer westlich der Ortschaft Grotów (Modderwiese). Er wird vom Entwässerungskanal Lubiathfließ (Lubiatka) durchquert. 

## Namensgebung
Der amtliche polnische Name des Sees ist Jezioro Lubowo. In amtlichen Publikationen wird jedoch mitunter auch der Name Jezioro Morawy verwendet. Im Umland des Sees ist der Name Jezioro Lubiatowskie gebräuchlich. 

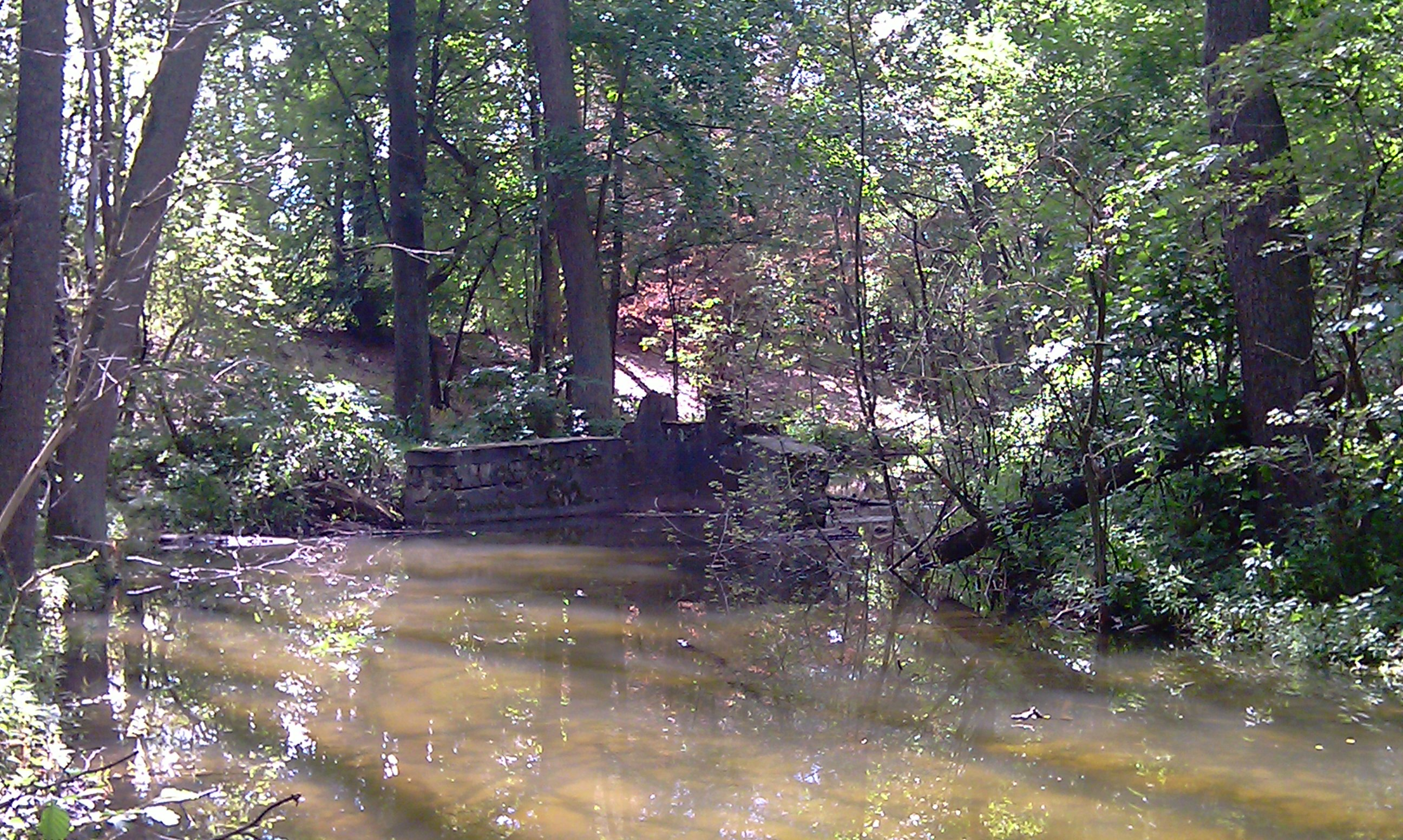
Reste des alten Stauwehrs

## Nutzung

### Heutige Nutzung
Der See ist Naherholungsgebiet für die Stadt Drezdenko und die Dörfer des Umlandes. Am nordwestlichen Ufer liegt ein im Sommer genutztes Pfadfinderlager. 

### Frühere Nutzung
Der Liebausee diente bis Kriegsende als Rückstaubecken im Entwässerungssystem des Netzebruchs. Über das Lubiathfließ mit der Netze (Noteć) verbunden, konnte bei Hochwasser das Stauwehr am nordwestlichen Ufer geschlossen werden, das zufließende Wasser des Lubiathfließes überschwemmte dann die flachen Waldflächen am südlichen Ufer. Am Stauwehr wurde auch ein Kleinkraftwerk betrieben, den gewonnenen Strom nutzte damals ein Sägewerk, dessen Grund heute das Pfadfinderlager einnimmt.